# Andreas Göbel
Andreas Göbel (* 1961) ist ein deutscher Soziologe und Hochschullehrer.

## Leben
Göbel studierte Philosophie und Literaturwissenschaft. Nach dem Studium war er als wissenschaftlicher Mitarbeiter im Fachbereich Soziologie an der Universität Essen tätig. Im Jahr 1999 promovierte er mit einer Schrift über die Gesellschaftstheorie von Niklas Luhmann. 2006 folgte die Habilitation im Fach Soziologie. Seit 2011 ist er Inhaber des Lehrstuhls für Allgemeine Soziologie an der Julius-Maximilians-Universität Würzburg.
Göbel hatte verschiedene Gast- und Vertretungsprofessuren inne, u. a. in Luzern, Dresden, Basel und Innsbruck. Seine Forschungsschwerpunkte liegen im Bereich der soziologischen Systemtheorie, der Gesellschaftstheorie, der Wissenssoziologie und der Politischen Soziologie.

## Schriften (Auswahl)
- (Hrsg.): Metamorphosen des Politischen. Grundfragen politischer Einheitsbildung seit den 20er Jahren, Akademie-Verlag, Berlin 1995, ISBN 978-3-05-002790-6.
- Theoriegenese als Problemgenese. Eine problemgeschichtliche Rekonstruktion der soziologischen Systemtheorie Niklas Luhmanns, Universitäts-Verlag Konstanz, Konstanz 2000, ISBN 978-3-87940-702-6.
- mit René Salomon: Niklas Luhmann, Herbert von Halem Verlag, Köln 2023, ISBN 978-3-7445-1981-6.